# Национална гимназия за хуманитарни науки и изкуства „Константин Преславски“
Средното училище за хуманитарни науки и изкуства „Константин Преславски“ във Варна е създадена през 1988 г. Това е най-голямото училище в град Варна с 58 паралелки, 120 учители и над 1400 ученици.
На основание чл. 48, ал.3 във връзка с чл. 25, ал. 1, т. 1 от ППЗНП по предложение на директора Валентина Крачунова съгласно решение № 188 от 26.02.2003 г. на педагогическия съвет на училището Хуманитарна гимназия „Константин Преславски“ е преименувана на Национална гимназия за хуманитарни науки и изкуства „Константин Преславски“ (Държавен вестник, бр. 48/2003).
Училището има библиотека с 15 000 тома учебна и художествена литература на български и на чужди езици, компютърна база с достъп до интернет, разположена в 3 специализирани кабинета. През 1999 г. в гимназията е открита художествена галерия „Ракурси“. В нея се организират изложби от училищен и общоградски мащаб на ученици и учители – творци, както и авторски срещи.
Училището има договори за взаимно сътрудничество със СУ „Св. Климент Охридски“, ВТУ „Св. св. Кирил и Методий“, ШУ „Епископ Константин Преславски“, ВСУ „Черноризец Храбър“, Академията за музикално, танцово и изобразително изкуство в Пловдив.
Учениците са разпределени в следните паралелки: български език + английски език, български език + немски език, история и цивилизации, география и икономика, съдебна администрация, изобразително изкуство, Ттанци (съвременни танцови техники и български народни танци ) и музика (народно пеене, гайда, кавал, гъдулка, тамбура и пиано). Приемът за паралелките с изкуства дълги години е само след завършен 7. клас. През 2006 година гимназията започва прием на ученици с профил „Хореография“ след 4. клас, през 2007 г. – с музика, а през 2012 г. – с изобразително изкуство.